# Puertomingalvo
Puertomingalvo é um município da Espanha na província de Teruel, comunidade autónoma de Aragão. Tem 104,1 km² de área e em 2021 tinha 125 habitantes (densidade: 1,2 hab./km²).
O castelo, de que existem notícias desde 1202 (com o nome árabe de Avingalbón) domina as ruas estreitas de Puertomingalvo, autênticos escaparates de arquitectura popular, com a sua câmara municipal, erigida entre os séculos XIV e XV, como máximo exponente: fachada em pedra de cantaria com acessos em forma de arcos de meio ponto e um beiral de madeira trabalhada.
Faz parte da rede de Aldeias mais bonitas de Espanha.

## Demografia
| Variação demográfica do município entre 1991 e 2004 | Variação demográfica do município entre 1991 e 2004 | Variação demográfica do município entre 1991 e 2004 | Variação demográfica do município entre 1991 e 2004 |
| --------------------------------------------------- | --------------------------------------------------- | --------------------------------------------------- | --------------------------------------------------- |
| 1991                                                | 1996                                                | 2001                                                | 2004                                                |
| 164                                                 | 136                                                 | 153                                                 | 182                                                 |